# 大木聖子
大木 聖子（おおき さとこ、1978年11月2日  - ）は、日本の地球科学者。慶應義塾大学環境情報学部准教授。

学位は、博士（理学）（東京大学・甲博士・2006年3月23日）（学位論文：「Whole mantle V[p]/V[s] tomography」）（学位授与番号：甲第21025号）

## 略歴
東京都出身。1997年、頌栄女子学院高等学校卒業。2001年、北海道大学理学部地球惑星科学科（地球物理学専攻）卒業。2003年、東京大学大学院理学系研究科地球惑星科学専攻修士課程修了。2006年3月、同博士課程修了、博士（理学）の学位を取得、学位論文の題は「Whole mantle V[p]/V[s] tomography(全マントルV[p]/V[s]トモグラフィー)」。 海洋研究開発機構ポストドクトラル研究員、カリフォルニア大学サンディエゴ校スクリプス海洋学研究所にて日本学術振興会海外特別研究員を経て、2008年4月、東京大学地震研究所助教（ - 2013年3月）および広報アウトリーチ室員（ - 2012年5月）。2013年4月より慶應義塾大学環境情報学部准教授。
- 2011年3月11日に発生した東北地方太平洋沖地震発生当時、東大地震研究所の広報アウトリーチだった経験から災害情報論には重点を置いており、文部科学省の科学技術・学術審議会 - 研究計画・評価分科会 「安全・安心科学技術及び社会連携委員会 リスクコミュニケーションの推進方策に関する検討作業部会」委員[5]、総務省情報流通行政局の「災害時等の情報伝達の共通基盤の在り方に関する研究会」の構成員も務める[6]。また、NHK教育テレビで放送されている防災教育番組「学ぼうBOSAI」に出演し、同番組から誕生したダンゴムシをモチーフとする「じしんだんごむし体操」の歌の監修を行った。この音楽体操はNHK教育テレビのフランス語版ウィキペディアでも「『死のダンゴムシポーズ』撲滅委員会」とともに紹介されている。

- 2012年 「地球の声に耳をすませて」で第59回産経児童出版文化賞JR賞受賞。
- 2013年 地震学者の宍倉正展と結婚[7]。
- 2014年 文部科学省が道徳教育用教材として作成した「私たちの道徳 中学校」の「この人に学ぶ」コーナーにメッセージが掲載された[8]。

## 主要著書
- 『地震の大研究 恐ろしい自然現象 起こるしくみからそなえまで』纐纈一起監修 PHP研究所 2009年5月 ISBN 9784569689531
- 『地球の声に耳をすませて － 地震の正体を知り、命を守る』くもん出版 2011年12月 ISBN 9784774320250
- 『地震防災 はじめの一歩』東京堂出版 2014年2月 ISBN 9784490208559

共著
- 『超巨大地震に迫る 日本列島で何が起きているのか』纐纈一起共著 NHK出版新書 2011年6月 ISBN 9784140883525

## 主要論文

### 共著
- 辻宏道、纐纈一起ほか、『文部科学省委託事業防災教育地域事業 : 高島平を中心とした首都直下地震防災教育と避難所設営シミュレーション』 地域安全学会梗概集 (23), 53-54, 2008-11, NAID 110007091462
- Kywe Phyu Phyu、山本寛、山崎克之ほか、『防災リテラシー向上のためのWebシステムの開発（インターネット運用・管理,一般）』 電子情報通信学会技術研究報告. IA, インターネットアーキテクチャ 110(170), 25-30, 2010-07-30, NAID 110008096310
- 鍵屋一、『月曜連載 自治体の防災危機管理(36)超巨大地震に迫る』 地方行政 (10262), 2-7, 2011-10-17, NAID 40019020826
- 都司嘉宣、佐竹健治、石辺 岳男ほか、『2011年東北地方太平洋沖地震の津波高調査』 東京大学地震研究所彙報. 第86号第3/4冊, 2012.3.16, pp. 29-279, hdl:2261/51526
- 纐纈一起、『ラクイラ地震裁判 : 災害科学の不定性と科学者の責任（特集 科学の不定性と東日本大震災）』 科学技術社会論研究 (11), 50-67, 2015-03, NAID 40020400137

## 動画
- 藤井基貴×大木聖子：起動する防災教育【論壇チャンネルことのは】